# Wimper-Nabelmiere
Die Wimper-Nabelmiere (Moehringia ciliata), auch Stein-Nabelmiere genannt, ist eine Pflanzenart aus der Gattung der Nabelmieren (Moehringia) innerhalb der Familie der Nelkengewächse (Caryophyllaceae).

## Beschreibung

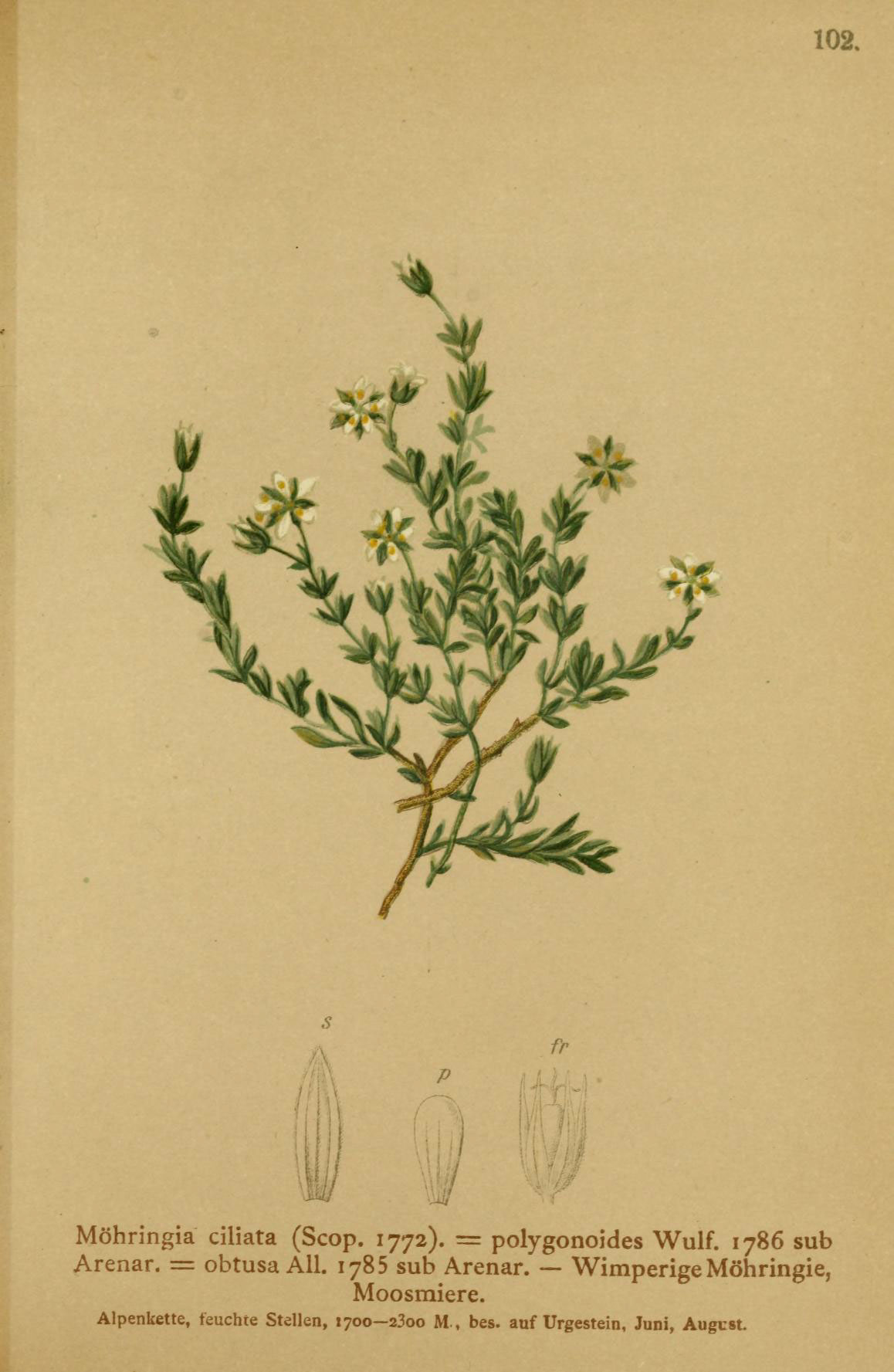
Illustration aus Atlas der Alpenflora

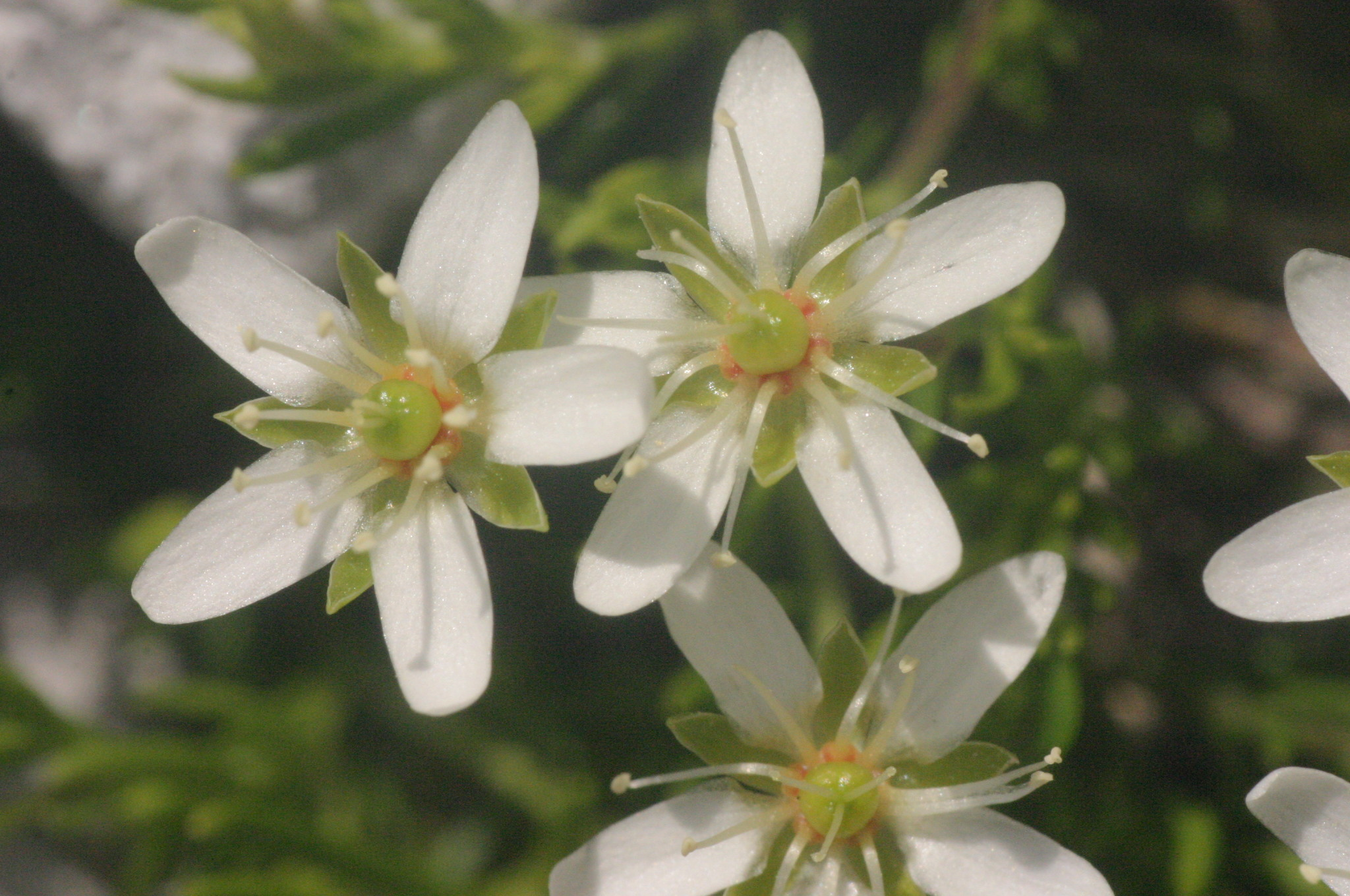
Radiärsymmetrische, fünfzählige Blüten im Detail

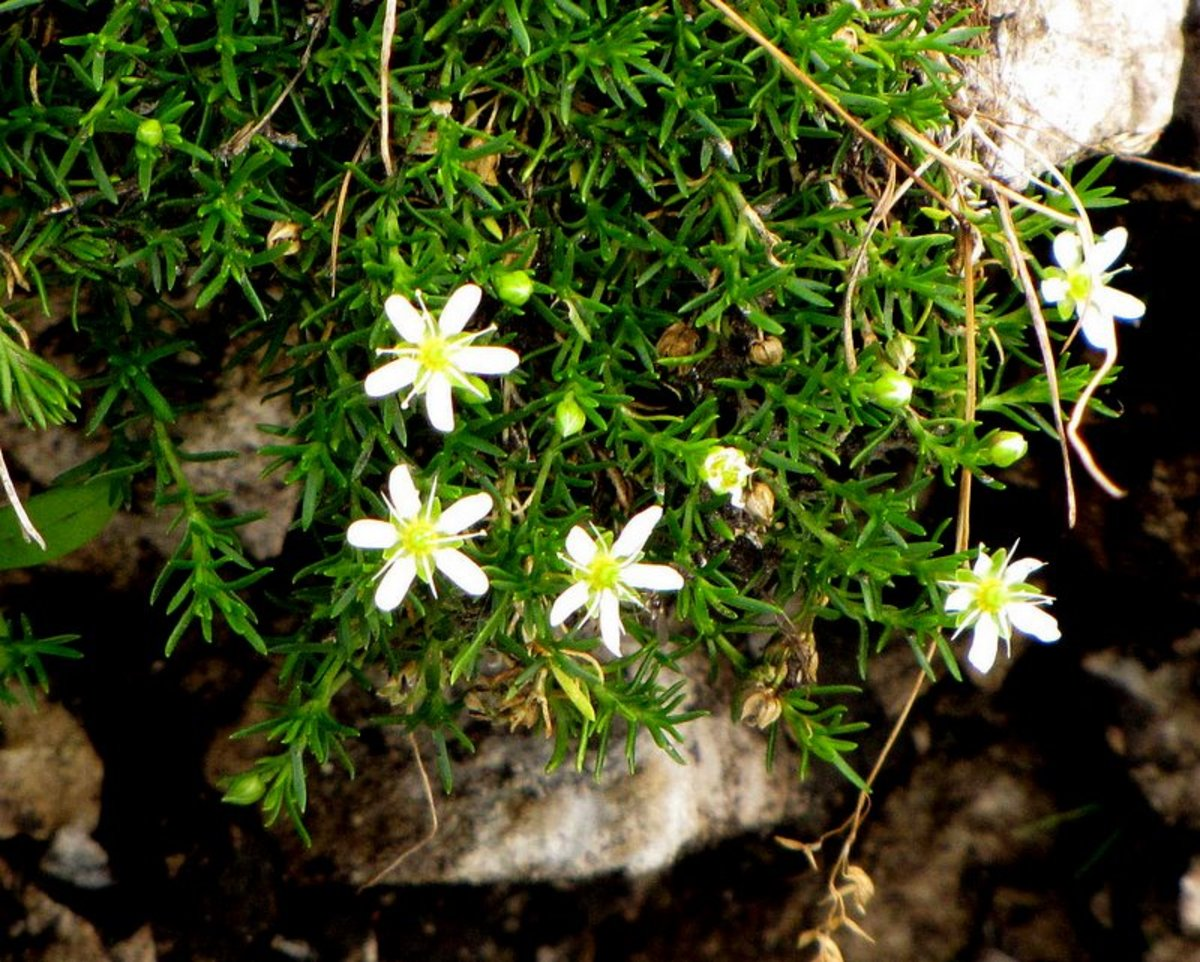
Habitus und Blüten

### Vegetative Merkmale
Die Wimper-Nabelmiere ist eine ausdauernde krautige Pflanze und erreicht Wuchshöhen von 2 bis 8 Zentimetern. Sie wächst niedrig mit kriechenden Stängeln, die Längen von 20 bis zu 30 Zentimetern erreichten. Der Stängel ist nach oben hin fein (nicht drüsig) behaart und stark verzweigt.
Die überwinternd grünen Laubblätter sind gegenständig am Stängel angeordnet. Die schwach fleischige, grasgrüne Blattspreite ist bei einer Länge von 6 bis 10 Millimetern und einer Breite von 0,6 bis 1 Millimeter linealisch-lanzettlich mit kurz zugespitztem oberem Ende. Die Blattspreiten sind schwach einnervig (selten dreinervig), kahl – jedoch am Grund meist kurz bewimpert. Sie sind nach oben dicht gedrängt, sind viel länger als die Stängelglieder und tragen oft sterile Sprosse in den Achseln.

### Generative Merkmale
Die Blütezeit erstreckt sich von Juni bis August. Die Blüten befinden sich einzeln oder bis dritt in Zymen an etwa 10 Millimeter langen Blütenstielen. Sie sind endständig. Die Hochblätter weisen einen schmalen Hautrand auf.
Die zwittrige Blüte ist bei einem Durchmesser von 4 bis 5 Millimetern radiärsymmetrisch und fünfzählig mit doppelter Blütenhülle. Die fünf Kelchblätter sind eiförmig und schmal weiß hautrandig. Die fünf weißen, schmal-elliptischen Kronblätter sind ganzrandig und etwas länger als die Kelchblätter. Es sind zwei Kreise mit je fünf Staubblättern vorhanden. Es gibt drei weit spreizende Griffel.
Die Kapselfrucht ist etwas länger als der Kelch und öffnet sich mit sechs stark nach außen gebogenen Zähnen. Die nierenförmigen, glänzenden Samen sind 1,2 Millimeter lang, 0,8 Millimeter breit und tragen am Nabel ein gefranstes Anhängsel, von dem sich der deutschsprachige Trivialname Wimper-Nabelmiere ableitet.
Die Chromosomenzahl beträgt 2n = 24.

## Vorkommen
Die Wimper-Nabelmiere gedeiht in den Kalkgebirgen von den östlichen Pyrenäen über die Alpen bis zum nordwestlichen Balkangebirge. Es gibt Fundortangaben für Frankreich, Italien, Deutschland, die Schweiz, Österreich, Slowenien, Kroatien, Montenegro und Albanien. Für Spanien ist die Ursprünglichkeit fraglich. In Österreich ist sie zerstreut in den subalpinen bis alpinen Höhenstufen anzutreffen, fehlt dagegen in Wien und im Burgenland. Innerhalb Deutschlands werden lediglich die Alpen und seltener Teile deren Vorlandes (als sogenannter „Alpenschwemmling“) in Bayern besiedelt. Die Wimper-Nabelmiere ist bis in eine Höhenlage von 3000 Metern anzutreffen. In den Allgäuer Alpen steigt sie im Tiroler Teil an der Bretterspitze bis zu einer Höhenlage von 2600 Metern auf. Im Unterengadin steigt sie am Piz Tavrü bis 3125 Meter auf.
Diese kalkstete Pflanze gedeiht meist an Standorten wie Schneetälchen, feuchten Gesteinsfluren, Feinschuttfluren, Felsen und lückigen Rasen. Die Wimper-Nabelmiere ist eine Charakterart der Ordnung Thlaspietalia rotundifolii, kommt auch in Pflanzengesellschaften des Verbands Arabidion caeruleae vor.
Die ökologischen Zeigerwerte nach Landolt et al. 2010 sind in der Schweiz: Feuchtezahl F = 3+ (feucht), Lichtzahl L = 5 (sehr hell), Reaktionszahl R = 4 (neutral bis basisch), Temperaturzahl T = 1 (alpin und nival), Nährstoffzahl N = 2 (nährstoffarm), Kontinentalitätszahl K = 2 (subozeanisch).

## Systematik
Die Erstveröffentlichung erfolgte 1772 unter dem Namen (Basionym) Stellaria ciliata durch Giovanni Antonio Scopoli in Flora Carniolica, 2. Auflage, Band 1, S. 315. Die Neukombination zu Moehringia ciliata (Scop.) Dalla Torre wurde 1882 durch Karl Wilhelm von Dalla Torre in Anleitung zur Beobachtung und zum Bestimmen der Alpenpflanzen, S. 78 veröffentlicht.

### Botanische Geschichte
Bei Friedrich 1979 gab es eine zusätzliche Varietät, sie gilt im 21. Jahrhundert als Synonym von Moehringia ciliata (Scop.) Dalla Torre:
- Moehringia ciliata var. nana (Gaud.) Gürke: Sie wächst dicht polsterförmig und 2,5 bis 5 Zentimeter hoch. Die Blüten fast sitzend. Die Kronblätter fast doppelt so lang wie der Kelch. Sie kommt in größeren Höhenlagen der Alpen vor.[2]